# Harpyhaliaetus

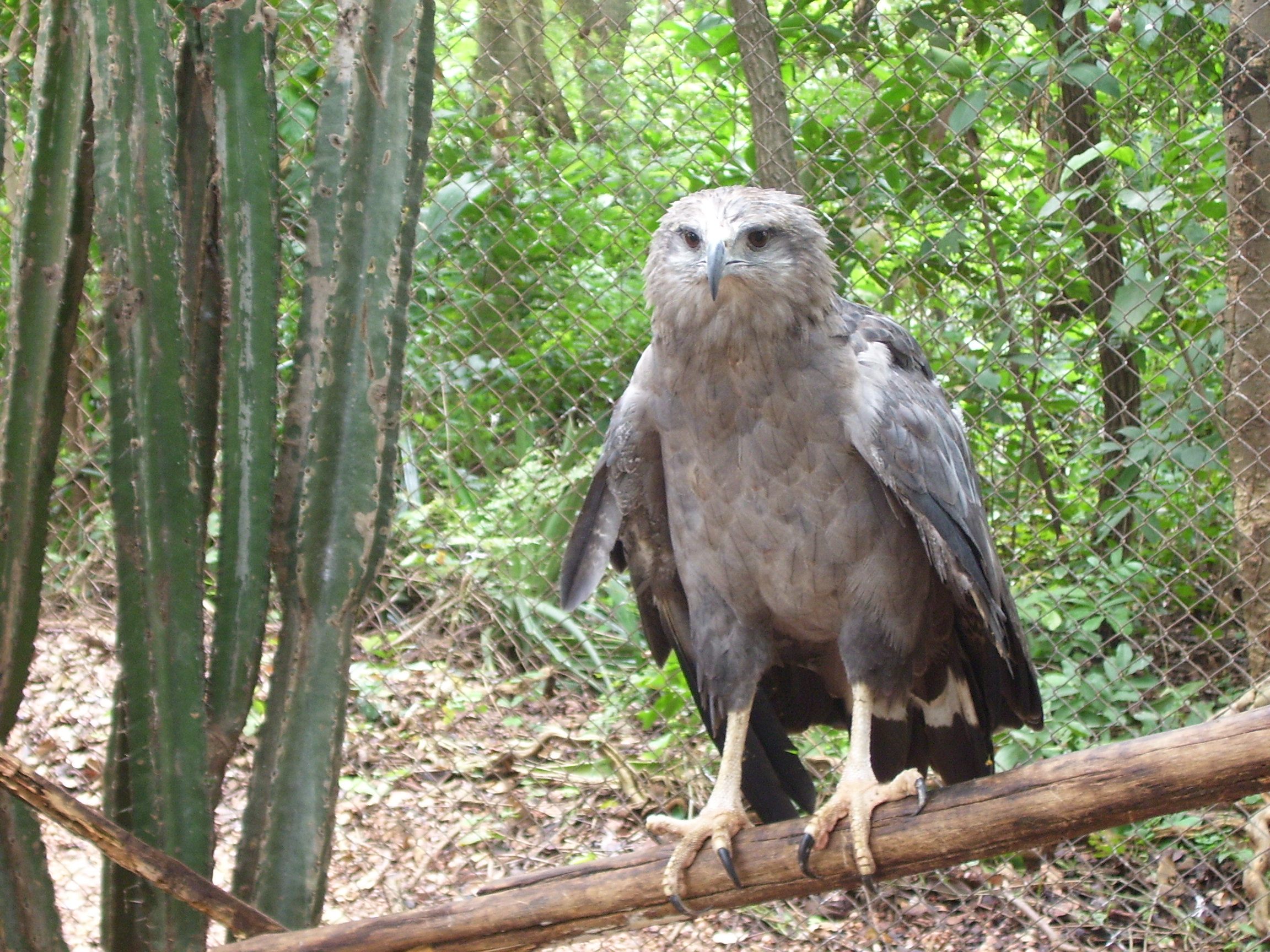
Buse couronnée (H. coronatus)

Harpyhaliaetus Lafresnaye, 1842 était un genre d'oiseaux de la famille des Accipitridés. Dans la version 3.3 (2013) de la classification de référence du Congrès ornithologique international, ce genre est supprimé et ses espèces sont transférées dans le genre Buteogallus.

## Liste d'espèces
Jusqu'à la version 3.2 (2012) de la classification de référence du Congrès ornithologique international, ce genre est constitué des espèces suivantes :
- Harpyhaliaetus solitarius (Tschudi, 1844) – Buse solitaire
- Harpyhaliaetus coronatus (Vieillot, 1817) – Buse couronnée